# Síndrome de Tourette
El síndrome de Tourette es un trastorno neurológico con inicio en la infancia o adolescencia (antes de los 18 años de edad). Se caracteriza por múltiples tics motores (movimientos) y al menos un tic vocal o fónico (palabras o sonidos), con duración de más de un año desde la aparición del primer tic. Estos tics aumentan o disminuyen característicamente tanto en número como en intensidad y tipo, con períodos de agudización o remisión. Son involuntarios, aunque se pueden suprimir temporalmente, y son precedidos por un impulso premonitorio, comparable a la sensación que se produce antes de un estornudo. El síndrome de Tourette se define como parte de un espectro de trastornos por tics, que incluye tics transitorios y crónicos.
El síndrome de Tourette se consideraba un síndrome raro y extraño, a menudo asociado con la exclamación de palabras obscenas o comentarios socialmente inapropiados y despectivos (coprolalia), pero este síntoma está solo presente en una pequeña minoría de afectados. El síndrome de Tourette ya no se considera un síndrome raro, pero no siempre se diagnostica correctamente porque la mayoría de los casos son leves y la gravedad de los tics disminuye en la mayoría de los niños cuando llegan a la adolescencia. Entre el 0,4 % y el 3,8 % de los niños de 5 a 18 años pueden tener el síndrome de Tourette; la prevalencia de tics transitorios y crónicos en niños en edad escolar es alta, y los tics más comunes son parpadeo de ojos, toser, carraspear, olfatear y movimientos faciales. Un Tourette grave en la edad adulta es una rareza, y el síndrome de Tourette no afecta negativamente a la inteligencia o la esperanza de vida.
Puede afectar a personas de cualquier grupo étnico y de cualquier sexo, aunque los varones lo presentan unas tres veces más que las mujeres. El curso natural de la enfermedad varía entre los pacientes. A pesar de que los síntomas oscilan entre leves hasta muy graves, en la mayoría de los casos son moderados.
No se conoce una cura para el síndrome de Tourette. El tratamiento consiste en el alivio de los síntomas cuando estos interfieren con las tareas cotidianas.

## Historia
Un médico francés, Jean Itard, describió por primera vez en 1825 el caso de una mujer noble francesa de 86 años de edad con la enfermedad, la marquesa de Dampierre.
A partir de 1890 un neurólogo, también francés, Georges Gilles de la Tourette, siguiendo instrucciones del profesor Jean Martin Charcot, profundiza estudios acerca de trastornos del movimiento, y encuentra un artículo en Journal of Nervous and Mental Disease, cuyo autor era el médico estadounidense George Beard y describía a un grupo de canadienses franceses, quienes sufrían contracciones, movimientos anormales, ecolalia, ecopraxia, y dificultad de controlar los “tics”. Tourette traduce el artículo al francés y lo publica en la revista Archives de Neurologie.
Tourette continúa la búsqueda de trabajos científicos que describieran síntomas del mismo tipo y analiza los casos llamados Latah o Miryachit.
Entonces se dispuso a revisar las historias clínicas del hospital de la Salpêtrière de París y allí encontró el caso de un joven de 15 años de edad que presentaba episodios de hiperexcitabilidad, tics, sacudidas de cabeza, tronco, pronunciaba palabras obscenas y en el diálogo con otras personas solía repetir las últimas palabras pronunciadas por el interlocutor.
Gilles de la Tourette encuentra coincidencias entre los casos descritos por sus colegas y el que él había encontrado en el hospital parisino. Y en 1885 publicó en la revista Archives de Neurologie un artículo titulado “Étude sur une affection nerveuse caractérisée par de l’incoordination motrice accompagnée d’écholalie et de coprolalie (jumping, latah, and myriachit)” ("Estudio sobre una afección nerviosa caracterizada por incoordinación motriz acompañada de ecolalia y coprolalia (jumping, latah y myriachit)").
Su investigación lo lleva a distinguir esta enfermedad como un trastorno neurológico, si bien las condiciones cognitivas son normales y, en coincidencia con Charcot, determina que era degenerativa e incurable. Este último, al quedar impresionado por el trabajo de su discípulo decide denominar la nueva entidad “síndrome de Tourette”.

## Epidemiología
La prevalencia del síndrome de Tourette en niños en edad escolar en todo el mundo es de alrededor del 1 %, con un claro predominio en hombres en comparación con mujeres, con una relación de 3:1.

## Síntomas
El síndrome de Tourette comienza en la infancia o la adolescencia, antes de los 18 años.
Es una afección que lleva a una persona a realizar movimientos o sonidos rápidos y repetitivos.
Se caracteriza por la presencia de múltiples tics motores y al menos un tic vocal o fónico. Son generalmente intermitentes, aunque no necesariamente se producen simultáneamente. Su frecuencia es variable, con períodos de intensificación y remisión, que persisten durante más de un año desde la aparición del primer tic.
Hay una característica de los tics que puede provocar mucho sufrimiento y sentimientos de culpa, especialmente en los niños. Se trata del hecho de que, aunque en realidad los tics son involuntarios, se suele producir un sentimiento premonitorio, que puede dar lugar a confusión por creer que hacen los movimientos o sonidos de manera voluntaria. Una buena comparación es la sensación que se experimenta antes de un estornudo, en la que puede notarse la necesidad de hacerlo, pero no puede evitarse.
La gravedad de los tics empeora a lo largo de la infancia y en la mayoría de las personas, el peor período de tics se produce entre los 8 y los 12 años de edad.
Hasta en el 80 % de las personas con síndrome de Tourette se produce una significativa disminución de los tics durante la adolescencia. A la edad de 18 años, la intensidad y la frecuencia de estos suele disminuir hasta tal punto que la persona ya no experimenta deterioro de su calidad de vida debido a sus tics.
No obstante, las evaluaciones objetivas indican que hasta el 90 % de los adultos sigue mostrando tics leves, aunque en ocasiones pasan inadvertidos.

### Trastornos asociados
Hasta en el 90 % de los casos que lleguen a la atención de clínicas especializados, aparecen trastornos asociados. Entre ellos se incluyen principalmente el trastorno obsesivo-compulsivo (TOC) y el trastorno por déficit de atención con hiperactividad (TDAH).
El TOC asociado puede aparecer durante la infancia, la adolescencia o la edad adulta temprana. Cuando su inicio es en la infancia, solo remite en la edad adulta en el 40 % de los casos. También puede desarrollarse durante la adolescencia o la edad adulta temprana.

## Causas
Aunque la causa del síndrome de Tourette es desconocida, las investigaciones actuales revelan la existencia de anormalidades en ciertas regiones del cerebro (incluyendo los ganglios basales, los lóbulos frontales y la corteza cerebral), los circuitos que hacen interconexión entre esas regiones y los neurotransmisores (dopamina, serotonina y norepinefrina) que llevan a cabo la comunicación entre las células nerviosas. Dada la presentación frecuentemente compleja del síndrome de Tourette, la causa del trastorno seguramente es igualmente compleja.

## Trastornos asociados
Existe una estrecha relación entre los trastornos por tics (TTs) y el síndrome de Tourette. No todas las personas con síndrome de Tourette tienen otros trastornos además de los tics. Sin embargo, muchas personas experimentan problemas adicionales (comorbilidad) como el trastorno obsesivo-compulsivo (TOC), en el cual la persona siente que algo «debe» hacerse repetidamente; el trastorno de déficit de atención (TDAH), en el cual la persona tiene dificultades en concentrarse y se distrae fácilmente; diversos trastornos del desarrollo del aprendizaje, los cuales incluyen dificultades de lectura, escritura, aritmética y problemas perceptuales; y trastornos del sueño, que incluyen despertarse frecuentemente o hablar dormido.
La amplia variedad de síntomas que suelen acompañar a los tics puede causar más limitaciones que los tics mismos. Pacientes, familias y médicos necesitan determinar que síntomas causan más limitaciones para poder elegir los medicamentos y las terapias más apropiadas.

## Diagnóstico
Por lo general, el síndrome de Tourette se diagnostica observando los síntomas y evaluando el historial familiar. No hay pruebas de sangre u otras pruebas de laboratorio que puedan diagnosticar el trastorno. Según el DSM-V, se deben cumplir los siguientes criterios:
- Haber presentado en algún período de la enfermedad múltiples tics motores y al menos uno vocal, que no tienen por qué darse todos a la vez. Aunque en algunos casos puede darse 2 a la vez.

- Durante más de un año, los tics aparecen varias veces al día, frecuentemente en forma de oleadas. Esto sucede casi a diario o de manera intermitente, con períodos libres de tics que nunca superan los tres meses consecutivos.

- El trastorno interfiere en el normal desempeño de la persona, afectando a su vida familiar y a su actividad escolar, social o laboral.

- Los primeros episodios de tics se producen antes de los 18 años de edad.

- El trastorno nunca es debido a los efectos directos de ningún medicamento, como pueden ser los estimulantes, ni a una enfermedad médica, entre las cuales cabe destacar la enfermedad de Huntington, la corea de Sydenham, la enfermedad de Parkinson, la enfermedad de Wilson, encefalitis postvíricas, distonías, disquinesias, coreas, atetosis, mioclonías, hemi-balismo, compulsiones, manierismos y movimientos estereotipados. Los tics se distinguen de los movimientos estereotipados porque estos últimos son voluntarios y no causan malestar subjetivo, a diferencia de los tics, que son involuntarios y producen malestar.

Se pueden usar estudios de neuroimágenes, como imágenes de resonancia magnética (IRM), tomografía computarizada (TC) y electroencefalograma (EEG), o distintas pruebas de sangre para excluir otras condiciones que se puedan confundir con ST.[cita requerida]

## Tratamiento

### Fármacos
Por el hecho de que los síntomas no limitan a la mayoría de los pacientes y su desarrollo procede normalmente, la mayoría de las personas con síndrome de Tourette no requieren medicamentos. No obstante, hay medicamentos disponibles para ayudar a los pacientes cuando los síntomas interfieren con las tareas cotidianas.
No existe un solo medicamento útil para toda persona con síndrome de Tourette. Asimismo, no hay un medicamento que elimine todos los síntomas y todos los medicamentos tienen efectos secundarios. Además, los medicamentos disponibles solamente pueden reducir síntomas específicos.
Algunos pacientes que necesitan medicamentos para reducir la frecuencia e intensidad de los tics, pueden ser tratados con fármacos neurolépticos como haloperidol y pimocida. Se administran estos fármacos usualmente en dosis muy pequeñas que se aumentan lentamente hasta que se logra el mejor equilibrio posible entre los síntomas y los efectos secundarios.
El uso de fármacos neurolépticos a largo plazo puede causar un trastorno de movimiento involuntario que se llama discinesia tardía. Sin embargo, esta enfermedad usualmente desaparece al dejar de tomar el medicamento. Los efectos secundarios a corto plazo de haloperidol y pimocida incluyen rigidez muscular, babeo, temblores, falta de expresión facial, movimiento lento y desasosiego. Estos efectos secundarios pueden reducirse mediante fármacos usados comúnmente para tratar la enfermedad de Parkinson. Otros efectos secundarios como fatiga, depresión, ansiedad, aumento de peso y dificultad en pensar claramente pueden ser más molestos.
La clonidina, un fármaco antihipertensivo, también se usa para tratar los tics. Los efectos secundarios comunes asociados con el uso de clonidina son fatiga, sequedad bucal, irritabilidad, mareos, dolores de cabeza e insomnio. Flufenacina y clonazepam pueden recetarse para ayudar a controlar los síntomas de los tics.
También hay medicamentos disponibles para tratar algunos de los trastornos asociados con el ST. Estimulantes tales como metilfenidato, pemolina y dextroanfetamina, usualmente recetados para el trastorno de déficit de la atención, son algo efectivos, pero su uso es controvertido porque se ha informado que éstos aumentan los tics. Para las conductas obsesivo-compulsivas que significativamente interfieren con el funcionamiento cotidiano se puede recetar fluoxetina, clomipramina, sertralina y paroxetina. Adicionalmente, otro de los medicamentos para el síndrome de Tourette que se emplea también para tratar el TDA (trastorno de déficit de atención) es la Strattera (atomoxetina).

### Terapia conductual
La terapia conductual es un tratamiento que enseña diferentes maneras de controlar los tics a las personas con ST. La terapia conductual no es una cura para los tics. Sin embargo, puede ayudar a reducir el número, la gravedad y el impacto de los tics o una combinación de todos esos factores. Es importante entender que si bien las terapias conductuales pueden reducir la gravedad de los tics, esto no significa que los tics son meramente psicológicos ni que cualquier persona con tics podrá controlarlos.

## Factor hereditario
La evidencia de investigaciones genéticas sugieren que es hereditario de modo dominante y que el gen (o los genes) involucrado puede causar un rango variable de síntomas en los distintos miembros de la familia. Una persona con este síndrome tiene una probabilidad del 10 % de pasarle a uno de sus hijos el gen o los genes. Sin embargo, esta predisposición genética no resulta necesariamente en el síndrome en pleno. En su lugar, el síndrome se expresa en un trastorno más leve de tics, en conducta obsesivo-compulsiva o en el trastorno de déficit de atención, con pocos o ningún tic. Es posible también que la descendencia que porta el gen no desarrolle ningún síntoma del ST. En las familias de los individuos se ha encontrado una incidencia más alta de lo normal de trastornos de tics leves y de conductas obsesivo-compulsivas.
El sexo desempeña un papel de importancia en la expresión genética de ST. Si la descendencia de un paciente lleva el gen es varón, el riesgo de desarrollar los síntomas es de 3 a 4 veces más alto. Sin embargo, la mayoría de las personas que heredan los genes no desarrollan síntomas lo suficientemente graves para justificar tratamiento médico. En algunos casos no se puede establecer herencia. Estos casos son llamados esporádicos y su causa es desconocida.

## Pronóstico
Aunque no hay cura para el síndrome de Tourette, muchos pacientes mejoran a medida que maduran. Los individuos no ven reducida su esperanza de vida. Aunque el trastorno es crónico y perdura por toda la vida, no es una enfermedad degenerativa. El síndrome de Tourette no menoscaba la inteligencia. Los tics tienden a disminuir según avanza la edad del paciente, permitiendo a algunos pacientes abandonar el uso de medicamentos. En algunos casos, una remisión completa ocurre después de la adolescencia.

## Dificultades escolares vinculadas al síndrome de Tourette
Los estudiantes afectados con síndrome de Tourette necesitan un apoyo escolar específico. Para ello, tanto los padres como los profesionales de la educación (profesores, educadores, psicólogos, psicopedagogos, entre otros), tienen que estar debidamente informados sobre el modo en que los tics y otros síntomas del síndrome (ST) pueden afectar al rendimiento y comportamiento de un alumno.
Alternativas escolares para los estudiantes con síndrome de Tourette
Según la severidad de los tics y la actitud ante ellos de los profesores, alumnos y hasta de él mismo, pueden verse afectadas las relaciones sociales, emocionales y académicas.
El síndrome de Tourette puede afectar de muchas maneras al aprendizaje escolar, tanto de manera positiva (mayor creatividad) como negativa (mayor falta de atención).
Si los problemas de aprendizaje son leves, éstos pueden superarse mediante apoyos en clase o pequeñas adaptaciones, pero si estamos ante un caso grave de tics o de otros trastornos asociados a los tics, se pueden precisar programas e intervenciones curriculares especialmente adaptadas.
A partir de la adolescencia (donde se alcanzan los niveles más críticos) suelen disminuir los problemas de aprendizaje gracias a las ayudas proporcionadas y las adaptaciones logradas.
La incidencia de los trastornos asociados y de los propios tics sobre el rendimiento escolar
Los esfuerzos de los niños por controlar sus tics pueden hacer que sus capacidades de concentración y atención disminuyan notablemente.
Los tics afectan a casi todas las áreas del aprendizaje como son: Cálculo, resolución de problemas, escritura, lectura, manipulación de utensilios, etc.
El síndrome de Tourette puede estar asociado al TDA e hiperactividad; en muchos casos, este trastorno aparece antes que los tics.
También puede estar asociado al trastorno obsesivo-compulsivo, que también influye mucho en la capacidad de concentración, debido a que genera estrés y ansiedad.
Otro trastorno al que se asocia con el síndrome de Tourette es la depresión y, en general, a los trastornos de estado de ánimo, pues influye tanto en la concentración como en la autoestima, la motivación, la seguridad, etc.
El síndrome de Tourette y la inteligencia
La inteligencia no se ve afectada en esta entidad; la mayoría poseen una inteligencia media o por encima de la media. Pero los estudiantes con síndrome de Tourette pueden tener problemas de aprendizaje, especialmente por los trastornos atencionales y conductuales.
La intervención del profesorado y de los Equipos de Orientación Pedagógica (EOP)
Tanto los profesores como el EOP deben conocer y comprender bien el ST. Esto es necesario para que sepan minimizar la atención y la importancia a los tics del alumno, contribuyendo a la disminución de estrés del mismo, con lo cual los tics se pueden manifestar con menos intensidad y en menos ocasiones, además de evitarle mayores conflictos interpersonales. Esta actitud servirá a los compañeros de los niños para que hagan lo mismo y aprendan a tolerar estos síntomas. Con esto se favorece la integración del niño.
También el profesorado debe abarcar las necesidades emocionales, como son la empatía y la comprensión, para disminuir las emociones negativas y para prevenir peleas, burlas, aislamiento y rechazo, entre otras.

## Medidas para ayudar a los estudiantes con síndrome de Tourette en el medio escolar
- Mantenimiento de las costumbres y la rutina escolar: esto ayuda al alumno a tranquilizarse y desempeñar situaciones espacio-temporales estructuradas, ordenadas y previsibles. Sentarse en el mismo sitio, tareas en el mismo orden, etc. Cualquier cambio, como excursiones, nuevos profesores, muda constante de grupo o de escuela, puede aumentar el estrés y el nerviosismo, por lo que incrementará la hiperactividad, los tics y la sintomatología en general. Pero es conveniente que la constancia y estructuración no se conviertan en aislamiento o rigidez, porque como con cualquier persona, es necesario que aparezcan nuevas experiencias en su vida que le permitan ampliar sus intereses y aprendizajes. Esto se hará con los apoyos que sean necesarios.

- Se deben seguir pautas y hábitos para prevenir o mejorar las dificultades de atención y concentración. Para ello, es recomendable utilizar cuadernos distintos para cada asignatura, archivadores, hacer una lista de las tareas a realizar, entre otras medidas que le permitan llevar y mantener un mejor control de sus actividades. La utilización de ordenadores (computadoras) conlleva a mejorar su capacidad de atención y a mantener una mejor caligrafía.

- Confiar al alumno/a con síndrome de Tourette a la realización de ciertas tareas que supongan una actividad motora o la posibilidad de salir del aula, como borrar la pizarra, recados a otro profesores, etc. Así se le da la oportunidad de liberar sus tics y de fomentar su responsabilidad.

- Los alumnos pueden tener conductas raras o inapropiadas; es conveniente actuar sobre estas conductas solamente en la medida en que distorsionen o interfieran notoriamente el desarrollo normal de la clase, con las relaciones con sus compañeros o con su propio aprendizaje.

- Hay que reforzar y estimular sus conductas y comportamientos adecuados. Necesitan ser elogiados y que se reconozcan sus esfuerzos, creatividad, espontaneidad, controlar sus impulsos, etc. En el caso en que se imponga algún castigo, habrá que explicarle al niño el motivo que lo originó y la conducta que tendría que haber tenido, siendo especialmente cuidadoso de no castigarlo a consecuencia de su padecimiento.

- Integrar a los alumnos con ST, les ayuda con su autoestima y con las habilidades sociales.

- Evitar etiquetarlo, como «vago», «caprichoso», «despistado», etc.

- Es importante la realización de ejercicio físico para eliminar el estrés y desarrollar habilidades psicomotrices. En esta área hay que tener cuidado con integrar bien al alumno en los juegos en equipo, ya que de no ser así, aumentarían el nerviosismo y los tics en el alumno. También habrá que adaptar las actividades para que pueda realizarlas sin tener problemas (efectos secundarios de algunos medicamentos, etc.).

- Es de suma importancia que no se le impida realizar ninguna actividad ni se le trate como incapaz ante acciones que puede realizar cualquier otro niño de su edad. Esto solo conlleva a generar retrasos psicomotores o intelectuales que no son consecuencia del padecimiento en sí. En actividades donde se perciba un peligro potencial, únicamente deberá advertírsele de la importancia de tener precaución, así como alguien adulto mantenerse más cercano y atento en caso de requerir alguna ayuda.